# Calafuria - Area terrestre e marina
Calafuria - Area terrestre e marina este o arie protejată (sit de importanță comunitară — SCI) din Italia întinsă pe o suprafață de 661 ha, din care 28 % marine.

## Localizare
Centrul sitului Calafuria - Area terrestre e marina este situat la coordonatele 43°28′20″N 10°20′42″E / 43.4722°N 10.3451°E.

## Înființare
Situl Calafuria - Area terrestre e marina a fost declarat sit de importanță comunitară în decembrie 2020 pentru a proteja 15 specii de animale.

## Biodiversitate
Situată în ecoregiunea mediteraneană, aria protejată conține 12 habitate naturale: Recifuri, Straturi cu Posidonia (Posidonion oceanicae), Râuri mediteraneene cu debit permanent cu specii de Paspalo-Agrostidion și galerii riverane de Salix și de Populus alba, Faleze cu vegetație de Limonium spp. endemic de pe coastele mediteraneene, Formațiuni scunde de Euphorbia în apropierea falezelor, Tufărișuri halofile mediteraneene și termo-atlantice (Sarcocornetea fruticosi), Ape stătătoare oligotrofe până la mezotrofe, cu vegetație de Littorelletea uniflorae și/sau de Isoëto-Nanojuncetea, Păduri de Quercus ilex și Quercus rotundifolia, Peșteri marine scufundate complet sau parțial, Pășuni mediteraneene udate de apa mării (Juncetalia maritimi), Matorral arborescenți cu Juniperus spp., Păduri de pin mediteraneene cu pini mezogeni endemici.
La baza desemnării sitului se află mai multe specii protejate:
- păsări (11): caprimulg (Caprimulgus europaeus), gaiță (Garrulus glandarius), Larus audouinii, Phalacrocorax aristotelis, coțofană (Pica pica), guguștiuc (Streptopelia decaocto), turturică (Streptopelia turtur), graur (Sturnus vulgaris), mierlă (Turdus merula), sturz-cântător (Turdus philomelos), sturzul de vâsc (Turdus viscivorus)
- mamifere (1): delfin mare (Tursiops truncatus)
- nevertebrate (1): rădașcă (Lucanus cervus)
- reptile (2): Caretta caretta, țestoasă bănățeană (Testudo hermanni)

Pe lângă speciile protejate, pe teritoriul sitului au mai fost identificate 25 de specii de plante, 5 specii de păsări, 3 specii de amfibieni, 1 specie de nevertebrate, 1 specie de reptile.